# خانه دکتر صالحی
خانه دکتر صالحی مربوط به دوره پهلوی است و در شهرستان خاتم، بخش مرکزی، شهر هرات، خیابان امام خمینی، خیابان نشاط، خیابان صاحب الزمان واقع شده و این اثر در تاریخ ۱۸ اسفند ۱۳۸۷ با شمارهٔ ثبت ۲۵۱۰۲ به‌عنوان یکی از آثار ملی ایران به ثبت رسیده است.
این بنای ارزشمند از گونه خانه باغ‌های هرات مربوط به معماری دوره معاصر (پهلوی) است که ساختمان دارای بنای دواشکوبه. بیرون گرا و مشرف‌ به باغ، با پوشش سقفی ضربی، دارای تالار اصلی و اتاق‌های متعدد، با تزییناتی از جمله آجرکاری و گچ‌بری‌های زیبا در نماهای شمالی و جنوبی، شرفی‌های لب بام که زیبایی بصری بنا را دوچندان کرده است‌.
مصالح مورد استفاده دربنا نیز شامل آجر، ملات کاه‌گل، اندود گچ کوهی است. از اندام‌های خانه می‌توان به سردر ساده و مردم وار، هشتی، دالان، اتاق‌های طبقه پایین که دارای پستو هستند، تنورخانه، سرویس بهداشتی، محوطه باغ، مطبخ، رواقی کوچک و در طبقه بالا چند اتاق و مهتابی رو به باغ است. هندسه‌ی پلان نیز به‌صورت L شکل و دارای کشیدگی شرقی-غربی است.
این بنا دارای تزییناتی در نمای خود از نوع گچ بری هایی به اشکال اشک و گل های شش پر و نیز گلدانی است که به صورت قرینه در نمایه کار رفته است. از دیگر تزئینات آن می توان به آجرهای به کار رفته در خط آسمان بنا اشاره نمود.